# 川東大了
川東 大了（かわひがし だいりょう、1971年〈昭和46年〉7月3日 - ）は、日本の政治活動家。日本国民党政策委員長。在日特権を許さない市民の会（在特会）前副会長。本業は電気工事業で、大阪府枚方市在住。チーム関西四天王の一人。
2012年4月1日まで在特会大阪支部長、2012年6月11日まで在特会副会長を務めていた。現在は前葛飾区議会議員・鈴木信行が代表を務める日本国民党の政策委員長として活動している。また政治団体「朝鮮人のいない日本を目指す会」の代表でもある。

## 概要
“特定アジア”人、同和地区出身者などを「反日左翼」として、それらに反意的な感情を持っており、しばしばそれが過激な発言という形で表されることがある。
現在の主な活動は在特会が西日本で実施しているデモ活動や行動する保守関連団体の関西支部が結集して成り立ったチーム関西の保守系市民運動であり、在特会関西（大阪）支部長であった川東は、しばしば現場で他の参加者を誘導したり指示するなどといった形で中心的な役割を果たしていた。
2015年4月には、維新政党・新風の公認候補として大阪府枚方市の市議会議員選挙に出馬したが、1226票で落選した。
2017年に維新政党・新風 東京都本部を母体とした日本国民党の旗揚げに参加、新風から除名された。
2018年に日本国民党の政策委員長に就任した。
2019年4月の大阪府枚方市の市議会議員選挙に日本国民党の推薦候補として出馬し、973票で落選。

## 裁判関連

### 徳島事件・京都事件
2010年、徳島県教組業務妨害事件と京都朝鮮学校公園占用抗議事件に関与し逮捕・起訴され2011年4月21日、懲役1年6月・執行猶予4年の有罪判決を受けた。2015年5月、執行猶予満了。

### 水平社博物館事件
- 2011年1月22日、奈良県御所市柏原の水平社博物館の前で、同博物館の企画展「コリアと日本―韓国併合から100年」を弾劾する街宣活動を行う[12]。この活動の様子はSAPIO（8/22・29合併号）の『ゴーマニズム宣言』で批判という形で描かれた[13]。
  - 同年6月、上記の事件を解放新聞から「差別街宣事件」と報じられたため、この記事の掲載紙を購入するために大阪市の解放新聞社を訪れたところ、「お前に売る新聞はない」と罵声を浴びせられる[14]。このため、解放新聞の購入を拒否されたことを人権侵害であるとして大阪地方法務局に救済を求めたが、相手にされなかったという[15][16]。
  - 同年8月、水平社博物館（理事長川口正志）から名誉毀損による1000万円の損害賠償請求訴訟を奈良地裁に提起される。川東当人は水平社博物館に和解を求めたがこれを拒絶された[17]。なお、川東の代理人を引き受ける弁護士が見つからなかったため、この裁判は川東当人による本人訴訟で進行した。
- 2011年10月17日、第1回口頭弁論が奈良地裁で開かれる。
  - 同年12月19日、第2回口頭弁論が奈良地裁で開かれる。
- 2012年3月5日、第3回口頭弁論が奈良地裁で開かれる。
  - 同年5月7日、第4回口頭弁論が奈良地裁で開かれる。
  - 同年6月25日、水平社博物館に対する慰謝料150万円の支払いを命じる第1審判決を下される[18]。

川東自身は判決前に「水平社博物館にも街宣をしたかったが、これも色々な事情があって、出来なかった。けど、判決が出たら、又、やるからねw（告知は出さずに、一人で行くけど）」「とりあえず、30万以下なら（俺の中で）『勝利』としている」と発言していたが、この判決に控訴せず、150万円の慰謝料を月1000円の割賦で払い続けた。なお、2012年8月3日現在、1万1000円しか払っていないことについては原告側の弁護士から非難を受け、150万円を一括で払わなければ強制執行をかけると通告されていたが、川東は「生活の為の費用を差し引くと、月に1000円の支払いが限度の状況です。強制執行をされて納得されるのでしたら、どうぞ、強制執行をされて結構です」と返答していた。しかしその後、同年8月30日に水平社博物館が生命保険金支払請求権と預金債権の差し押さえを実行し、遅延損害金などを含む156万249円を回収。川東自身は「俺の損害賠償が全部、解消したので、本当は「ありがとう」になるのかもしれないが、全然、ありがたくない」「何にせよ、寄付金で助けて貰っておいて、自分は多額のお金を敵に渡してしまった事は事実・・・本当に申し訳ない」と発言している。
川東はまた、判決後に「誇りあり、そして、感謝するご先祖様が「人攫い」「強姦魔」であるとする歴史捏造の企画展を開催した水平社博物館に「ドエッタども、文句あったら出て来い」と抗議の活動を行った事も、私にとっては日本人として、漢として何ら恥ずかしい事はない事である」とも発言している。さらに、「8月中には水平社博物館に行きたい」「歴史捏造があれば、差別の無い社会の実現の為に、歴史捏造を糺す行動を起こす」「何度、訴えられて、何度、敗訴しても、誇りある我がご先祖様を侮辱されれば、相手がチョンコであれチャンコロであれ、ど糞エッタであれ、黙っている事はない」と、再び水平社博物館で街宣をおこなうことを示唆。11月3日に再び街宣活動をおこなおうとして水平社博物館前に現れ、奈良県警に阻止された。このため「今回の失敗を踏まえ、今後は事前に警察に連絡を入れる事はせずに、街宣に行きます。12月4日～16日の間は、行きませんので、これだけサービスで教えてあげます」と発言していた。その後、同年12月29日、年末休館中の水平社博物館の前に現れ、街宣活動をおこなおうとしたところ、やはり奈良県警に阻止されたことを報告している。
2013年1月22日、水平社博物館前での街宣を再度実行、このとき「（奈良県警から）終始、つきまとい行為をされ、身体に対する害悪の告知を受けた」と述べ、当日の演説を録音したmp3ファイルを公開している。

### 鶴橋ヘイトスピーチ禁止命令
鶴橋防犯パトロールと称してデモを企画するも、近隣のNPO法人からの申し立てにより、NPO法人の半径600m内でのデモ禁止の仮処分を大阪地裁から言い渡された。しかし、この仮処分に従わずヘイトスピーチデモを行ったことから、今後デモを行った場合はNPO法人への1日60万円の支払いを裁判所から言い渡された。
2019年12月にも同様にデモを予告したがNPO法人と社会福祉法人からデモ禁止の仮処分が裁判所より認められ禁止命令が出された。

### 大阪市ヘイトスピーチ抑止条例に基づき氏名を公表
2018年には「朝鮮人のいない日本を目指す会」名義で「朝鮮人は危険」などと主張するチラシを多数の民家にポスティング。大阪市ヘイトスピーチ抑止条例（ヘイトスピーチ条例）に基づき2021年12月に氏名を公表された。